# 青木湖バス転落事故
青木湖バス転落事故（あおきこバスてんらくじこ）は、1975年（昭和50年）1月1日に、長野県青木湖畔で発生したバスの転落事故である。

## 概要
1975年（昭和50年）1月1日午前11時20分頃、長野県大町市の青木湖畔にある市道の急カーブでホテルのスキー客送迎バスが運転を誤り崖から33メートル下の青木湖に転落、乗客24人が逃げ遅れて死亡し、15人が負傷した。
事故の直接の原因は運転ミスだが、このバスは定員32名のところを2倍近い62名を乗せて運行しており、客席はもちろん通路や前部ドアのステップ部分にまでスキー客が乗り込む寿司詰め状態であった。車体前部のステップにいる乗客が邪魔になり、運転席からは左前部のミラーを確認できない状態だった。
また、当時まだスタッドレスタイヤは開発されておらず、特に大型車はタイヤチェーンが降雪・路面凍結時の滑り止め装備として必須だったが、該当バスはチェーン装着がなかった。
ホテルへ行く途中、未舗装の凍結した坂道を登りきり左急カーブにさしかかった時に事故が発生した。この坂道は幅員が狭い上に6-7度程度の上がり勾配となっていて、しかもこの急カーブは半径20メートルくらいの鋭角カーブだった。
この時、運転手は左側ミラーが見えないため、車体左側をこすらないことに気をとられ、必要以上に右に車体を寄せてからカーブを曲がろうとした。この運転操作により右前輪が脱輪し、そのまま車体前部から滑り落ちるように転落した。バスは青木湖に落ちたあと一旦は浮き上ったものの、約5分後には完全に水没したという。運転手、運転助手、乗客36人の合計38名はバスの窓などから辛うじて脱出したが、乗客24人が逃げ遅れて犠牲（全員溺死）となり、15人が負傷した。
事故当時の気象状況は、天候は曇り、気温1度、湖水温度は6度だった。助かった乗客の多くは車体後部におり、前部ほど犠牲が多かった。
この事故により、運転手は実刑判決を受けた。また、現場の道路は事故発生時もすれ違い可能であったが、事故後に大町市が改修工事を実施したため、幅員8.9mと拡張している。